# روبي فوكس
روبي فوكس (بالإنجليزية: Ruby Fox)‏ هي لاعبة رماية أمريكية، ولدت في 11 أغسطس 1945 في لوس أنجلوس في الولايات المتحدة.

## وصلات خارجية
- روبي فوكس على موقع أوليمبيديا (الإنجليزية)